# Campeonato Argentino de Futebol de 2019–20 – Segunda Divisão
A Segunda Divisão do Campeonato Argentino de Futebol de 2019–20, também conhecida como Primera Nacional de 2019–20 ou Primera “B” Nacional de 2019–20, foi a 35.ª edição da Primera B Nacional, competição esportiva equivalente à segunda divisão profissional do futebol argentino (a 1.ª como Primera Nacional). O certame foi organizado pela Associação do Futebol Argentino (AFA), entidade máxima do futebol na Argentina], começou em 15 de agosto de 2019.
Entre as grandes novidades para esta temporada temos: um aumento de 25 para 32 no número de times participantes; e o fim do rebaixamento pelos "promédios", que a partir desta temporada está abolido em todos os torneios organizados pela AFA.
Devido à pandemia de COVID-19, houve a paralisação de todos os torneios esportivos, a Associação do Futebol Argentino (AFA) suspendeu o torneio em 17 de março de 2020. Em 28 de abril de 2020, a AFA anunciou o cancelamento definitivo da competição, bem como de todas as suas ligas, dando por encerrada a temporada de 2019–20, sem clubes promovidos ou rebaixados.

## Regulamento

### Sistema de disputa
A Primera Nacional (Primera B Nacional) de 2019–20 foi disputada por 32 (trinta e dois) clubes e originalmente teríamos dois acessos e dois rebaixamentos. Os participantes, divididos em dois grupos – “A” e “B” –, de 16 (dezesseis) equipes cada uma, teriam partidas de ida e volta (turno e returno) entre si no sistema de pontos corridos. Ao final da fase de pontos corridos, os respectivos líderes de cada grupo classificariam para uma final que consagraria o campeão da Primera Nacional, que obteria inclusive acesso à Primeira División de 2020–21. O segundo e último promovido viria do Torneo Reducido, uma disputa no sistema eliminatório ("mata-mata"), entre o perdedor da final e os ocupantes do segundo ao quarto posto de cada grupo. Além disso, o último colocado de cada grupo seria rebaixado à Primera B Metropolitana ou ao Torneo Federal A da próxima temporada, de acordo com a afiliação respectiva. Contudo, devido à pandemia de COVID-19, a entidade organizadora (AFA) cancelou por definitivo a competição, sem clubes promovidos ou rebaixados.

### Critérios de desempate
Caso haja empate de pontos entre dois clubes, os critérios de desempates são aplicados na seguinte ordem:
1. Jogo de desempate (aplicável somente para decidir casos de rebaixamento)
2. Saldo de gols
3. Gols marcados
4. Pontos no confronto direto
5. Saldo de gols no confronto direto
6. Gols marcados no confronto direto

## Participantes
Trinta e duas equipes participaram do campeonato, divididos em dois grupos de dezesseis, sem distinção entre direta e indiretamente afiliados à AFA – as vinte e duas melhores equipes da temporada anterior; as quatro equipes rebaixadas da Superliga Argentina de 2018–19: San Martín, de San Juan, Tigre, Belgrano  e San Martín, de Tucumán; as cinco promovidas da Primera B de 2018–19: o campeão, Barracas Central, Atlanta, Estudiantes, de Caseros, Deportivo Riestra e o vencedor do Torneo Reducido, All Boys; e as duas promovidas do Torneo Federal A de 2018–19: o campeão, Estudiantes, de Río Cuarto e o vencedor do Reválida, Alvarado.

### Informações dos clubes
| Equipe                  | Cidade                | Província           | Estádio (mando)                     | Capacidade | Títulos (último)      | Ref.          |
| ----------------------- | --------------------- | ------------------- | ----------------------------------- | ---------- | --------------------- | ------------- |
| Agropecuario            | Carlos Casares        | Buenos Aires        | Ofelia Rosenzuaig                   | 8 000      | 0 (nenhum)            | [ 14 ] [ 15 ] |
| All Boys                | Buenos Aires          | Capital Federal     | Islas Malvinas                      | 12 128     | 0 (nenhum)            | [ 14 ] [ 16 ] |
| Almagro                 | Buenos Aires          | Capital Federal     | Tres de Febrero                     | 19 000     | 0 (nenhum)            | [ 14 ] [ 17 ] |
| Alvarado                | Mar del Plata         | Buenos Aires        | José María Minella                  | 35 180     | 0 (nenhum)            | [ 14 ] [ 18 ] |
| Atlanta                 | Buenos Aires          | Capital Federal     | Don León Kolbowsky                  | 12 000     | 0 (nenhum)            | [ 14 ] [ 19 ] |
| Atlético de Rafaela     | Rafaela               | Santa Fe            | Nuevo Monumental                    | 14 660     | 2 (último em 2010–11) | [ 14 ] [ 20 ] |
| Barracas Central        | Buenos Aires          | Capital Federal     | Claudio Chiqui Tapia                | 4 400      | 0 (nenhum)            | [ 14 ] [ 21 ] |
| Belgrano                | Córdoba               | Córdoba             | Gigante de Alberdi                  | 30 500     | 0 (nenhum)            | [ 14 ] [ 22 ] |
| Brown                   | Adrogué               | Buenos Aires        | Lorenzo Arandilla                   | 4 500      | 0 (nenhum)            | [ 14 ] [ 23 ] |
| Chacarita Juniors       | Buenos Aires          | Capital Federal     | Chacarita Juniors                   | 13 260     | 0 (nenhum)            | [ 14 ] [ 24 ] |
| Defensores de Belgrano  | Buenos Aires          | Capital Federal     | Juan Pasquale                       | 10 000     | 0 (nenhum)            | [ 14 ] [ 25 ] |
| Deportivo Morón         | Morón                 | Buenos Aires        | Nuevo Francisco Urbano              | 32 000     | 0 (nenhum)            | [ 14 ] [ 26 ] |
| Deportivo Riestra       | Buenos Aires          | Capital Federal     | Guillermo Laza                      | 4 000      | 0 (nenhum)            | [ 14 ] [ 27 ] |
| Estudiantes             | Caseros               | Buenos Aires        | Ciudad de Caseros                   | 16 740     | 0 (nenhum)            | [ 14 ] [ 28 ] |
| Estudiantes             | Río Cuarto            | Córdoba             | Antonio Candini                     | 11 000     | 0 (nenhum)            | [ 14 ] [ 29 ] |
| Ferro Carril Oeste      | Buenos Aires          | Capital Federal     | Arquitecto Ricardo Etcheverri       | 24 268     | 0 (nenhum)            | [ 14 ] [ 30 ] |
| Gimnasia y Esgrima      | Jujuy                 | Jujuy               | 23 de Agosto                        | 24 000     | 1 (em 1993–94)        | [ 14 ] [ 31 ] |
| Gimnasia y Esgrima      | Mendoza               | Mendoza             | Víctor Antonio Legrotaglie          | 14 000     | 0 (nenhum)            | [ 14 ] [ 32 ] |
| Guillermo Brown         | Puerto Madryn         | Chubut              | Raúl Conti                          | 14 500     | 0 (nenhum)            | [ 14 ] [ 33 ] |
| Independiente Rivadavia | Mendoza               | Mendoza             | Bautista Gargantini                 | 24 000     | 0 (nenhum)            | [ 14 ] [ 34 ] |
| Instituto               | Córdoba               | Córdoba             | Juan Domingo Perón                  | 26 000     | 2 (último em 2003–04) | [ 14 ] [ 35 ] |
| Mitre                   | Santiago del Estero   | Santiago del Estero | Doctores José y Antonio Castiglione | 10 500     | 0 (nenhum)            | [ 14 ] [ 36 ] |
| Nueva Chicago           | Buenos Aires          | Capital Federal     | Nueva Chicago                       | 30 000     | 0 (nenhum)            | [ 14 ] [ 37 ] |
| Platense                | Vicente López         | Buenos Aires        | Ciudad de Vicente López             | 32 000     | 0 (nenhum)            | [ 14 ] [ 38 ] |
| Quilmes                 | Quilmes               | Buenos Aires        | Centenario                          | 30 200     | 1 (em 1990–91)        | [ 14 ] [ 39 ] |
| Ramón Santamarina       | Tandil                | Buenos Aires        | Municipal General San Martín        | 5 000      | 0 (nenhum)            | [ 14 ] [ 40 ] |
| San Martín              | San Juan              | San Juan            | Ingeniero Hilario Sánchez           | 19 000     | 0 (nenhum)            | [ 14 ] [ 41 ] |
| San Martín              | San Miguel de Tucumán | Tucumán             | La Ciudadela                        | 25 000     | 1 (em 2007–08)        | [ 14 ] [ 42 ] |
| Sarmiento               | Junín                 | Buenos Aires        | Eva Perón                           | 22 000     | 0 (nenhum)            | [ 14 ] [ 43 ] |
| Temperley               | Turdera               | Buenos Aires        | Alfredo Beranger                    | 18 000     | 0 (nenhum)            | [ 14 ] [ 44 ] |
| Tigre                   | Victoria              | Buenos Aires        | Monumental de Victoria              | 26 282     | 0 (nenhum)            | [ 14 ] [ 45 ] |
| Villa Dálmine           | Campana               | Buenos Aires        | El Coliseo de Mitre y Puccini       | 10 000     | 0 (nenhum)            | [ 14 ] [ 46 ] |

## Grupo A

### Classificação
| Pos. | Equipes                 | P  | J  | V  | E  | D  | GP | GC | SG  |
| ---- | ----------------------- | -- | -- | -- | -- | -- | -- | -- | --- |
| 1    | Atlanta                 | 38 | 20 | 11 | 5  | 4  | 33 | 20 | 13  |
| 2    | Estudiantes (RC)        | 37 | 21 | 10 | 7  | 4  | 29 | 19 | 10  |
| 3    | Estudiantes (BA)        | 36 | 21 | 11 | 3  | 7  | 31 | 25 | 6   |
| 4    | Temperley               | 32 | 21 | 8  | 8  | 5  | 22 | 19 | 3   |
| 5    | Deportivo Morón         | 32 | 21 | 9  | 5  | 7  | 19 | 18 | 1   |
| 6    | Ferro Carril Oeste      | 31 | 21 | 9  | 4  | 8  | 20 | 20 | 0   |
| 7    | Platense                | 30 | 21 | 9  | 3  | 9  | 22 | 25 | –3  |
| 8    | Agropecuario Argentino  | 29 | 21 | 8  | 5  | 8  | 23 | 19 | 4   |
| 9    | San Martín (SJ)         | 28 | 21 | 7  | 7  | 7  | 19 | 22 | –3  |
| 10   | Belgrano                | 27 | 21 | 5  | 12 | 4  | 26 | 25 | 1   |
| 11   | Alvarado                | 26 | 21 | 7  | 5  | 9  | 27 | 28 | –1  |
| 12   | Guillermo Brown         | 25 | 21 | 6  | 7  | 8  | 18 | 21 | –3  |
| 13   | Independiente Rivadavia | 23 | 20 | 6  | 6  | 8  | 26 | 28 | –2  |
| 14   | Barracas Central        | 21 | 21 | 5  | 6  | 10 | 19 | 26 | –7  |
| 15   | Mitre (SdE)             | 17 | 21 | 3  | 8  | 10 | 11 | 19 | –8  |
| 16   | Nueva Chicago           | 16 | 21 | 2  | 11 | 8  | 16 | 27 | –11 |

1. ↑  Perdeu um ponto por causa dos incidentes no jogo contra o Atlanta.
2. ↑  Perdeu um ponto por causa dos incidentes no jogo contra o Temperley.

Fonte: AFA (em castelhano)

### Zona de classificação da Copa da Argentina
Os sete primeiros colocados do Grupo A ao final do primeiro turno garantiram vaga na fase final da edição de 2019–20 da Copa da Argentina:
| Pos. | Equipes          | P  | J  | V | E | D | GP | GC | SG | Classificação                              |
| ---- | ---------------- | -- | -- | - | - | - | -- | -- | -- | ------------------------------------------ |
| 1    | Atlanta          | 28 | 15 | 8 | 4 | 3 | 28 | 18 | 10 | Fase final da Copa da Argentina de 2019–20 |
| 2    | Estudiantes (RC) | 28 | 15 | 8 | 4 | 3 | 24 | 15 | 9  | Fase final da Copa da Argentina de 2019–20 |
| 3    | Platense         | 28 | 15 | 9 | 1 | 5 | 18 | 14 | 4  | Fase final da Copa da Argentina de 2019–20 |
| 4    | Temperley        | 25 | 15 | 7 | 4 | 4 | 15 | 12 | 3  | Fase final da Copa da Argentina de 2019–20 |
| 5    | San Martín (SJ)  | 24 | 15 | 6 | 6 | 3 | 13 | 10 | 3  | Fase final da Copa da Argentina de 2019–20 |
| 6    | Estudiantes (BA) | 23 | 15 | 7 | 2 | 6 | 18 | 17 | 1  | Fase final da Copa da Argentina de 2019–20 |
| 7    | Alvarado         | 20 | 15 | 5 | 5 | 5 | 23 | 21 | 2  | Fase final da Copa da Argentina de 2019–20 |

Fonte: AFA (em castelhano)

### Resultados
| Rodada 1           | Rodada 1 | Rodada 1                | Rodada 1                            | Rodada 1     | Rodada 1 |
| Mandante           | Placar   | Visitante               | Estádio                             | Data         | Hora     |
| ------------------ | -------- | ----------------------- | ----------------------------------- | ------------ | -------- |
| Estudiantes (RC)   | 3 – 0    | Temperley               | Antonio Candini                     | 16 de agosto | 21:30    |
| Mitre (SdE)        | 0 – 1    | Estudiantes (BA)        | Doctores José y Antonio Castiglione | 16 de agosto | 22:00    |
| Atlanta            | 4 – 1    | Independiente Rivadavia | Don León Kolbowsky                  | 17 de agosto | 13:05    |
| Belgrano           | 1 – 1    | San Martín (SJ)         | Gigante de Alberdi                  | 17 de agosto | 18:00    |
| Guillermo Brown    | 0 – 2    | Barracas Central        | Raúl Conti                          | 18 de agosto | 15:05    |
| Alvarado           | 1 – 2    | Agropecuario            | José María Minella                  | 18 de agosto | 18:00    |
| Nueva Chicago      | 0 – 0    | Deportivo Morón         | Nueva Chicago                       | 19 de agosto | 15:35    |
| Ferro Carril Oeste | 0 – 2    | Platense                | Arquitecto Ricardo Etcheverri       | 19 de agosto | 21:05    |

| Rodada 2                | Rodada 2 | Rodada 2           | Rodada 2                  | Rodada 2     | Rodada 2 |
| Mandante                | Placar   | Visitante          | Estádio                   | Data         | Hora     |
| ----------------------- | -------- | ------------------ | ------------------------- | ------------ | -------- |
| Temperley               | 1 – 1    | Nueva Chicago      | Alfredo Beranger          | 24 de agosto | 13:05    |
| Atlanta                 | 1 – 0    | Mitre (SdE)        | Don León Kolbowsky        | 24 de agosto | 15:30    |
| Deportivo Morón         | 1 – 0    | Guillermo Brown    | Nuevo Francisco Urbano    | 24 de agosto | 15:30    |
| Barracas Central        | 2 – 2    | Alvarado           | Claudio Chiqui Tapia      | 24 de agosto | 15:30    |
| San Martín (SJ)         | 0 – 1    | Estudiantes (BA)   | Ingeniero Hilario Sánchez | 24 de agosto | 17:00    |
| Independiente Rivadavia | 3 – 2    | Ferro Carril Oeste | Bautista Gargantini       | 24 de agosto | 20:05    |
| Agropecuario            | 1 – 0    | Belgrano           | Ofelia Rosenzuaig         | 25 de agosto | 14:00    |
| Platense                | 3 – 1    | Estudiantes (RC)   | Ciudad de Vicente López   | 25 de agosto | 16:00    |

| Rodada 3           | Rodada 3 | Rodada 3                | Rodada 3                            | Rodada 3      | Rodada 3 |
| Mandante           | Placar   | Visitante               | Estádio                             | Data          | Hora     |
| ------------------ | -------- | ----------------------- | ----------------------------------- | ------------- | -------- |
| Alvarado           | 2 – 4    | Deportivo Morón         | José María Minella                  | 29 de agosto  | 19:15    |
| Belgrano           | 1 – 0    | Barracas Central        | Gigante de Alberdi                  | 30 de agosto  | 21:05    |
| Guillermo Brown    | 0 – 1    | Temperley               | Raúl Conti                          | 1 de setembro | 11:00    |
| Estudiantes (RC)   | 3 – 1    | Independiente Rivadavia | Antonio Candini                     | 1 de setembro | 14:30    |
| Mitre (SdE)        | 0 – 1    | San Martín (SJ)         | Doctores José y Antonio Castiglione | 1 de setembro | 20:30    |
| Estudiantes (BA)   | 1 – 0    | Agropecuario            | Ciudad de Caseros                   | 2 de setembro | 19:30    |
| Nueva Chicago      | 1 – 1    | Platense                | Nueva Chicago                       | 3 de setembro | 17:05    |
| Ferro Carril Oeste | 0 – 2    | Atlanta                 | Arquitecto Ricardo Etcheverri       | 3 de setembro | 21:05    |

| Rodada 4                | Rodada 4 | Rodada 4         | Rodada 4                      | Rodada 4      | Rodada 4 |
| Mandante                | Placar   | Visitante        | Estádio                       | Data          | Hora     |
| ----------------------- | -------- | ---------------- | ----------------------------- | ------------- | -------- |
| Barracas Central        | 3 – 4    | Estudiantes (BA) | Claudio Chiqui Tapia          | 6 de setembro | 15:30    |
| Deportivo Morón         | 1 – 1    | Belgrano         | Nuevo Francisco Urbano        | 6 de setembro | 21:05    |
| Temperley               | 0 – 0    | Alvarado         | Alfredo Beranger              | 7 de setembro | 13:00    |
| Atlanta                 | 1 – 2    | Estudiantes (RC) | Don León Kolbowsky            | 7 de setembro | 15:30    |
| Ferro Carril Oeste      | 0 – 0    | Mitre (SdE)      | Arquitecto Ricardo Etcheverri | 8 de setembro | 16:00    |
| Platense                | 1 – 2    | Guillermo Brown  | Ciudad de Vicente López       | 8 de setembro | 16:00    |
| Agropecuario            | 0 – 0    | San Martín (SJ)  | Ofelia Rosenzuaig             | 8 de setembro | 16:00    |
| Independiente Rivadavia | 4 – 1    | Nueva Chicago    | Bautista Gargantini           | 8 de setembro | 17:30    |

| Rodada 5         | Rodada 5 | Rodada 5                | Rodada 5                            | Rodada 5       | Rodada 5 |
| Mandante         | Placar   | Visitante               | Estádio                             | Data           | Hora     |
| ---------------- | -------- | ----------------------- | ----------------------------------- | -------------- | -------- |
| Belgrano         | 3 – 1    | Temperley               | Gigante de Alberdi                  | 12 de setembro | 21:05    |
| Estudiantes (RC) | 2 – 1    | Ferro Carril Oeste      | Antonio Candini                     | 13 de setembro | 19:10    |
| Estudiantes (BA) | 1 – 0    | Deportivo Morón         | Ciudad de Caseros                   | 13 de setembro | 21:10    |
| Alvarado         | 2 – 0    | Platense                | José María Minella                  | 14 de setembro | 15:30    |
| Nueva Chicago    | 2 – 2    | Atlanta                 | Nueva Chicago                       | 14 de setembro | 17:05    |
| Guillermo Brown  | 1 – 0    | Independiente Rivadavia | Raúl Conti                          | 15 de setembro | 11:00    |
| Mitre (SdE)      | 2 – 1    | Agropecuario            | Doctores José y Antonio Castiglione | 15 de setembro | 16:00    |
| San Martín (SJ)  | 0 – 0    | Barracas Central        | Ingeniero Hilario Sánchez           | 15 de setembro | 17:00    |

| Rodada 6                | Rodada 6 | Rodada 6         | Rodada 6                      | Rodada 6       | Rodada 6 |
| Mandante                | Placar   | Visitante        | Estádio                       | Data           | Hora     |
| ----------------------- | -------- | ---------------- | ----------------------------- | -------------- | -------- |
| Ferro Carril Oeste      | 2 – 1    | Nueva Chicago    | Arquitecto Ricardo Etcheverri | 20 de setembro | 21:10    |
| Temperley               | 1 – 2    | Estudiantes (BA) | Alfredo Beranger              | 21 de setembro | 13:05    |
| Atlanta                 | 2 – 1    | Guillermo Brown  | Don León Kolbowsky            | 21 de setembro | 15:30    |
| Deportivo Morón         | 1 – 1    | San Martín (SJ)  | Nuevo Francisco Urbano        | 22 de setembro | 15:30    |
| Estudiantes (RC)        | 0 – 0    | Mitre (SdE)      | Antonio Candini               | 22 de setembro | 16:00    |
| Independiente Rivadavia | 3 – 2    | Alvarado         | Bautista Gargantini           | 22 de setembro | 20:00    |
| Platense                | 1 – 0    | Belgrano         | Ciudad de Vicente López       | 23 de setembro | 21:10    |
| Barracas Central        | 1 – 0    | Agropecuario     | Claudio Chiqui Tapia          | 25 de setembro | 15:30    |

| Rodada 7         | Rodada 7 | Rodada 7                | Rodada 7                            | Rodada 7       | Rodada 7 |
| Mandante         | Placar   | Visitante               | Estádio                             | Data           | Hora     |
| ---------------- | -------- | ----------------------- | ----------------------------------- | -------------- | -------- |
| Alvarado         | 1 – 2    | Atlanta                 | José María Minella                  | 26 de setembro | 20:00    |
| Nueva Chicago    | 1 – 1    | Estudiantes (RC)        | Nueva Chicago                       | 27 de setembro | 16:05    |
| Guillermo Brown  | 2 – 0    | Ferro Carril Oeste      | Raúl Conti                          | 29 de setembro | 11:00    |
| Belgrano         | 2 – 2    | Independiente Rivadavia | Gigante de Alberdi                  | 29 de setembro | 17:35    |
| San Martín (SJ)  | 1 – 2    | Temperley               | Ingeniero Hilario Sánchez           | 29 de setembro | 19:00    |
| Estudiantes (BA) | 1 – 2    | Platense                | Ciudad de Caseros                   | 30 de setembro | 21:10    |
| Agropecuario     | 0 – 1    | Deportivo Morón         | Ofelia Rosenzuaig                   | 1 de outubro   | 19:30    |
| Mitre (SdE)      | 4 – 2    | Barracas Central        | Doctores José y Antonio Castiglione | 2 de outubro   | 22:00    |

| Rodada 8                | Rodada 8 | Rodada 8         | Rodada 8                      | Rodada 8     | Rodada 8 |
| Mandante                | Placar   | Visitante        | Estádio                       | Data         | Hora     |
| ----------------------- | -------- | ---------------- | ----------------------------- | ------------ | -------- |
| Atlanta                 | 4 – 2    | Belgrano         | Don León Kolbowsky            | 4 de outubro | 21:10    |
| Estudiantes (RC)        | 3 – 1    | Guillermo Brown  | Antonio Candini               | 4 de outubro | 21:30    |
| Platense                | 0 – 1    | San Martín (SJ)  | Ciudad de Vicente López       | 5 de outubro | 18:10    |
| Deportivo Morón         | 1 – 0    | Barracas Central | Nuevo Francisco Urbano        | 6 de outubro | 15:30    |
| Temperley               | 0 – 0    | Agropecuario     | Alfredo Beranger              | 6 de outubro | 17:00    |
| Independiente Rivadavia | 0 – 2    | Estudiantes (BA) | Bautista Gargantini           | 6 de outubro | 17:00    |
| Nueva Chicago           | 0 – 0    | Mitre (SdE)      | Nueva Chicago                 | 7 de outubro | 15:35    |
| Ferro Carril Oeste      | 1 – 0    | Alvarado         | Arquitecto Ricardo Etcheverri | 7 de outubro | 21:10    |

| Rodada 9         | Rodada 9 | Rodada 9                | Rodada 9                            | Rodada 9      | Rodada 9 |
| Mandante         | Placar   | Visitante               | Estádio                             | Data          | Hora     |
| ---------------- | -------- | ----------------------- | ----------------------------------- | ------------- | -------- |
| Belgrano         | 2 – 2    | Ferro Carril Oeste      | Gigante de Alberdi                  | 12 de outubro | 18:40    |
| Guillermo Brown  | 2 – 0    | Nueva Chicago           | Raúl Conti                          | 13 de outubro | 16:05    |
| Alvarado         | 3 – 2    | Estudiantes (RC)        | José María Minella                  | 13 de outubro | 17:30    |
| San Martín (SJ)  | 3 – 1    | Independiente Rivadavia | Ingeniero Hilario Sánchez           | 13 de outubro | 18:10    |
| Mitre (SdE)      | 1 – 1    | Deportivo Morón         | Doctores José y Antonio Castiglione | 13 de outubro | 21:30    |
| Agropecuario     | 0 – 2    | Platense                | Ofelia Rosenzuaig                   | 14 de outubro | 17:10    |
| Barracas Central | 0 – 1    | Temperley               | Claudio Chiqui Tapia                | 16 de outubro | 15:30    |
| Estudiantes (BA) | 1 – 2    | Atlanta                 | Ciudad de Caseros                   | 28 de outubro | 21:10    |

| Rodada 10               | Rodada 10 | Rodada 10        | Rodada 10                     | Rodada 10     | Rodada 10 |
| Mandante                | Placar    | Visitante        | Estádio                       | Data          | Hora      |
| ----------------------- | --------- | ---------------- | ----------------------------- | ------------- | --------- |
| Nueva Chicago           | 0 – 1     | Alvarado         | Nueva Chicago                 | 19 de outubro | 15:30     |
| Estudiantes (RC)        | 1 – 1     | Belgrano         | Antonio Candini               | 19 de outubro | 17:10     |
| Guillermo Brown         | 0 – 1     | Mitre (SdE)      | Raúl Conti                    | 20 de outubro | 11:00     |
| Atlanta                 | 3 – 1     | San Martín (SJ)  | Don León Kolbowsky            | 20 de outubro | 15:30     |
| Independiente Rivadavia | 1 – 1     | Agropecuario     | Bautista Gargantini           | 20 de outubro | 18:30     |
| Ferro Carril Oeste      | 1 – 0     | Estudiantes (BA) | Arquitecto Ricardo Etcheverri | 21 de outubro | 21:10     |
| Temperley               | 3 – 0     | Deportivo Morón  | Alfredo Beranger              | 28 de outubro | 18:10     |
| Platense                | 1 – 0     | Barracas Central | Ciudad de Vicente López       | 29 de outubro | 18:10     |

| Rodada 11        | Rodada 11 | Rodada 11               | Rodada 11                           | Rodada 11             | Rodada 11 |
| Mandante         | Placar    | Visitante               | Estádio                             | Data                  | Hora      |
| ---------------- | --------- | ----------------------- | ----------------------------------- | --------------------- | --------- |
| San Martín (SJ)  | 1 – 0     | Ferro Carril Oeste      | Ingeniero Hilario Sánchez           | 1 de novembro de 2019 | 21:30     |
| Estudiantes (BA) | 0 – 1     | Estudiantes (RC)        | Ciudad de Caseros                   | 2 de novembro de 2019 | 15:20     |
| Agropecuario     | 2 – 2     | Atlanta                 | Ofelia Rosenzuaig                   | 2 de novembro de 2019 | 17:00     |
| Belgrano         | 1 – 1     | Nueva Chicago           | Gigante de Alberdi                  | 2 de novembro de 2019 | 17:20     |
| Barracas Central | 1 – 0     | Independiente Rivadavia | Claudio Chiqui Tapia                | 3 de novembro de 2019 | 15:30     |
| Alvarado         | 0 – 0     | Guillermo Brown         | José María Minella                  | 3 de novembro de 2019 | 17:30     |
| Mitre (SdE)      | 0 – 1     | Temperley               | Doctores José y Antonio Castiglione | 3 de novembro de 2019 | 21:10     |
| Deportivo Morón  | 0 – 1     | Platense                | Nuevo Francisco Urbano              | 4 de novembro de 2019 | 21:10     |

| Rodada 12               | Rodada 12 | Rodada 12        | Rodada 12                     | Rodada 12              | Rodada 12 |
| Mandante                | Placar    | Visitante        | Estádio                       | Data                   | Hora      |
| ----------------------- | --------- | ---------------- | ----------------------------- | ---------------------- | --------- |
| Estudiantes (RC)        | 0 – 1     | San Martín (SJ)  | Antonio Candini               | 8 de novembro de 2019  | 21:30     |
| Nueva Chicago           | 2 – 1     | Estudiantes (BA) | Nueva Chicago                 | 9 de novembro de 2019  | 13:10     |
| Ferro Carril Oeste      | 0 – 1     | Agropecuario     | Arquitecto Ricardo Etcheverri | 9 de novembro de 2019  | 16:00     |
| Alvarado                | 2 – 0     | Mitre (SdE)      | José María Minella            | 9 de novembro de 2019  | 20:00     |
| Platense                | 0 – 1     | Temperley        | Ciudad de Vicente López       | 9 de novembro de 2019  | 20:10     |
| Atlanta                 | 1 – 1     | Barracas Central | Don León Kolbowsky            | 10 de novembro de 2019 | 14:30     |
| Guillermo Brown         | 2 – 1     | Belgrano         | Raúl Conti                    | 10 de novembro de 2019 | 15:45     |
| Independiente Rivadavia | 2 – 1     | Deportivo Morón  | Bautista Gargantini           | 10 de novembro de 2019 | 18:00     |

| Rodada 13        | Rodada 13 | Rodada 13               | Rodada 13                           | Rodada 13              | Rodada 13 |
| Mandante         | Placar    | Visitante               | Estádio                             | Data                   | Hora      |
| ---------------- | --------- | ----------------------- | ----------------------------------- | ---------------------- | --------- |
| Belgrano         | 2 – 2     | Alvarado                | Gigante de Alberdi                  | 15 de novembro de 2019 | 20:00     |
| San Martín (SJ)  | 1 – 0     | Nueva Chicago           | Ingeniero Hilario Sánchez           | 15 de novembro de 2019 | 22:15     |
| Agropecuario     | 1 – 2     | Estudiantes (RC)        | Ofelia Rosenzuaig                   | 16 de novembro de 2019 | 18:00     |
| Temperley        | 2 – 0     | Independiente Rivadavia | Alfredo Beranger                    | 17 de novembro de 2019 | 21:15     |
| Mitre (SdE)      | 0 – 1     | Platense                | Doctores José y Antonio Castiglione | 18 de novembro de 2019 | 22:00     |
| Barracas Central | 0 – 0     | Ferro Carril Oeste      | Claudio Chiqui Tapia                | 19 de novembro de 2019 | 17:00     |
| Deportivo Morón  | 1 – 0     | Atlanta                 | Nuevo Francisco Urbano              | 19 de novembro de 2019 | 21:10     |
| Estudiantes (BA) | –         | Guillermo Brown         | Ciudad de Caseros                   | 8 de dezembro de 2019  | 17:00     |

| Rodada 14               | Rodada 14 | Rodada 14        | Rodada 14                     | Rodada 14              | Rodada 14 |
| Mandante                | Placar    | Visitante        | Estádio                       | Data                   | Hora      |
| ----------------------- | --------- | ---------------- | ----------------------------- | ---------------------- | --------- |
| Nueva Chicago           | 1 – 3     | Agropecuario     | Nueva Chicago                 | 23 de novembro de 2019 | 17:00     |
| Alvarado                | 4 – 2     | Estudiantes (BA) | José María Minella            | 23 de novembro de 2019 | 20:30     |
| Belgrano                | 1 – 1     | Mitre (SdE)      | Gigante de Alberdi            | 23 de novembro de 2019 | 21:10     |
| Guillermo Brown         | 0 – 0     | San Martín (SJ)  | Raúl Conti                    | 24 de novembro de 2019 | 17:00     |
| Ferro Carril Oeste      | 1 – 0     | Deportivo Morón  | Arquitecto Ricardo Etcheverri | 24 de novembro de 2019 | 19:00     |
| Independiente Rivadavia | 4 – 1     | Platense         | Bautista Gargantini           | 24 de novembro de 2019 | 20:00     |
| Estudiantes (RC)        | 0 – 0     | Barracas Central | Antonio Candini               | 25 de novembro de 2019 | 17:10     |
| Atlanta                 | 1 – 1     | Temperley        | Don León Kolbowsky            | 26 de novembro de 2019 | 21:10     |

| Rodada 15        | Rodada 15 | Rodada 15               | Rodada 15                           | Rodada 15              | Rodada 15 |
| Mandante         | Placar    | Visitante               | Estádio                             | Data                   | Hora      |
| ---------------- | --------- | ----------------------- | ----------------------------------- | ---------------------- | --------- |
| Estudiantes (BA) | 0 – 0     | Belgrano                | Ciudad de Caseros                   | 30 de novembro de 2019 | 19:10     |
| Deportivo Morón  | 1 – 3     | Estudiantes (RC)        | Nuevo Francisco Urbano              | 1 de dezembro de 2019  | 17:00     |
| Barracas Central | 2 – 1     | Nueva Chicago           | Claudio Chiqui Tapia                | 1 de dezembro de 2019  | 17:00     |
| Agropecuario     | 3 – 0     | Guillermo Brown         | Ofelia Rosenzuaig                   | 1 de dezembro de 2019  | 19:00     |
| Platense         | 2 – 1     | Atlanta                 | Ciudad de Vicente López             | 2 de dezembro de 2019  | 21:10     |
| Mitre (SdE)      | 0 – 0     | Independiente Rivadavia | Doctores José y Antonio Castiglione | 2 de dezembro de 2019  | 21:30     |
| San Martín (SJ)  | 1 – 1     | Alvarado                | Ingeniero Hilario Sánchez           | 2 de dezembro de 2019  | 21:30     |
| Temperley        | 0 – 1     | Ferro Carril Oeste      | Alfredo Beranger                    | 3 de dezembro de 2019  | 21:10     |

| Rodada 16               | Rodada 16 | Rodada 16          | Rodada 16                 | Rodada 16      | Rodada 16 |
| Mandante                | Placar    | Visitante          | Estádio                   | Data           | Hora      |
| ----------------------- | --------- | ------------------ | ------------------------- | -------------- | --------- |
| Barracas Central        | 1 – 1     | Guillermo Brown    | Claudio Chiqui Tapia      | 7 de fevereiro | 17:05     |
| Temperley               | 0 – 0     | Estudiantes (RC)   | Alfredo Beranger          | 7 de fevereiro | 21:00     |
| Estudiantes (BA)        | 3 – 2     | Mitre (SdE)        | Ciudad de Caseros         | 8 de fevereiro | 17:30     |
| Platense                | 0 – 3     | Ferro Carril Oeste | Ciudad de Vicente López   | 8 de fevereiro | 19:05     |
| San Martín (SJ)         | 0 – 1     | Belgrano           | Ingeniero Hilario Sánchez | 8 de fevereiro | 20:00     |
| Deportivo Morón         | 0 – 0     | Nueva Chicago      | Nuevo Francisco Urbano    | 9 de fevereiro | 17:05     |
| Agropecuario            | 1 – 0     | Alvarado           | Ofelia Rosenzuaig         | 9 de fevereiro | 19:00     |
| Independiente Rivadavia | -         | Atlanta            | Bautista Gargantini       | 9 de fevereiro | 20:00     |

| Rodada 17          | Rodada 17 | Rodada 17               | Rodada 17                           | Rodada 17       | Rodada 17 |
| Mandante           | Placar    | Visitante               | Estádio                             | Data            | Hora      |
| ------------------ | --------- | ----------------------- | ----------------------------------- | --------------- | --------- |
| Estudiantes (BA)   | 5 – 3     | San Martín (SJ)         | Ciudad de Caseros                   | 15 de fevereiro | 17:30     |
| Ferro Carril Oeste | 1 – 0     | Independiente Rivadavia | Arquitecto Ricardo Etcheverri       | 15 de fevereiro | 20:00     |
| Alvarado           | 2 – 0     | Barracas Central        | José María Minella                  | 15 de fevereiro | 21:00     |
| Mitre (SdE)        | 0 – 1     | Atlanta                 | Doctores José y Antonio Castiglione | 15 de fevereiro | 21:30     |
| Guillermo Brown    | 1 – 2     | Deportivo Morón         | Raúl Conti                          | 16 de fevereiro | 17:00     |
| Nueva Chicago      | 1 – 1     | Temperley               | Nueva Chicago                       | 16 de fevereiro | 17:30     |
| Belgrano           | 1 – 1     | Agropecuario            | Gigante de Alberdi                  | 16 de fevereiro | 19:00     |
| Estudiantes (RC)   | 3 – 2     | Platense                | Antonio Candini                     | 17 de fevereiro | 21:10     |

| Rodada 18               | Rodada 18 | Rodada 18          | Rodada 18                 | Rodada 18       | Rodada 18 |
| Mandante                | Placar    | Visitante          | Estádio                   | Data            | Hora      |
| ----------------------- | --------- | ------------------ | ------------------------- | --------------- | --------- |
| Barracas Central        | 2 – 3     | Belgrano           | Claudio Chiqui Tapia      | 22 de fevereiro | 17:00     |
| Independiente Rivadavia | 0 – 0     | Estudiantes (RC)   | Omar Higinio Sperdutti    | 22 de fevereiro | 17:00     |
| Agropecuario            | 0 – 1     | Estudiantes (BA)   | Ofelia Rosenzuaig         | 22 de fevereiro | 19:00     |
| Deportivo Morón         | 1 – 0     | Alvarado           | Nuevo Francisco Urbano    | 22 de fevereiro | 21:00     |
| Atlanta                 | 2 – 1     | Ferro Carril Oeste | Don León Kolbowsky        | 22 de fevereiro | 21:40     |
| San Martín (SJ)         | 0 – 0     | Mitre (SdE)        | Ingeniero Hilario Sánchez | 23 de fevereiro | 19:00     |
| Platense                | 0 – 1     | Nueva Chicago      | Ciudad de Vicente López   | 24 de fevereiro | 17:05     |
| Temperley               | 1 – 3     | Guillermo Brown    | Alfredo Beranger          | 24 de fevereiro | 19:10     |

| Rodada 19        | Rodada 19 | Rodada 19               | Rodada 19                           | Rodada 19       | Rodada 19 |
| Mandante         | Placar    | Visitante               | Estádio                             | Data            | Hora      |
| ---------------- | --------- | ----------------------- | ----------------------------------- | --------------- | --------- |
| Belgrano         | 1 – 0     | Deportivo Morón         | Gigante de Alberdi                  | 29 de fevereiro | 19:05     |
| Alvarado         | 0 – 2     | Temperley               | José María Minella                  | 29 de fevereiro | 21:05     |
| Estudiantes (BA) | 2 – 0     | Barracas Central        | Ciudad de Caseros                   | 1 de março      | 17:00     |
| Guillermo Brown  | 1 – 1     | Platense                | Raúl Conti                          | 1 de março      | 17:00     |
| San Martín (SJ)  | 3 – 2     | Agropecuario            | Ingeniero Hilario Sánchez           | 1 de março      | 19:00     |
| Mitre (SdE)      | 0 – 1     | Ferro Carril Oeste      | Doctores José y Antonio Castiglione | 1 de março      | 19:05     |
| Estudiantes (RC) | 1 – 0     | Atlanta                 | Antonio Candini                     | 1 de março      | 21:10     |
| Nueva Chicago    | 1 – 1     | Independiente Rivadavia | Juan Pasquale                       | 2 de março      | 17:00     |

| Rodada 20               | Rodada 20 | Rodada 20        | Rodada 20                     | Rodada 20  | Rodada 20 |
| Mandante                | Placar    | Visitante        | Estádio                       | Data       | Hora      |
| ----------------------- | --------- | ---------------- | ----------------------------- | ---------- | --------- |
| Platense                | 0 – 2     | Alvarado         | Ciudad de Vicente López       | 6 de março | 21:00     |
| Agropecuario            | 2 – 0     | Mitre (SdE)      | Ofelia Rosenzuaig             | 7 de março | 17:00     |
| Deportivo Morón         | 1 – 0     | Estudiantes (BA) | Nuevo Francisco Urbano        | 7 de março | 17:00     |
| Atlanta                 | 2 – 0     | Nueva Chicago    | Don León Kolbowsky            | 8 de março | 17:10     |
| Temperley               | 1 – 1     | Belgrano         | Alfredo Beranger              | 8 de março | 21:00     |
| Independiente Rivadavia | 0 – 0     | Guillermo Brown  | Omar Higinio Sperdutti        | 9 de março | 17:00     |
| Barracas Central        | 2 – 0     | San Martín (SJ)  | Claudio Chiqui Tapia          | 9 de março | 17:00     |
| Ferro Carril Oeste      | 2 – 1     | Estudiantes (RC) | Arquitecto Ricardo Etcheverri | 9 de março | 21:10     |

| Rodada 21        | Rodada 21 | Rodada 21               | Rodada 21                           | Rodada 21   | Rodada 21 |
| Mandante         | Placar    | Visitante               | Estádio                             | Data        | Hora      |
| ---------------- | --------- | ----------------------- | ----------------------------------- | ----------- | --------- |
| Estudiantes (BA) | 2 – 2     | Temperley               | Ciudad de Caseros                   | 14 de março | 16:00     |
| Mitre (SdE)      | 0 – 0     | Estudiantes (RC)        | Doctores José y Antonio Castiglione | 14 de março | 17:00     |
| Alvarado         | 0 – 3     | Independiente Rivadavia | José María Minella                  | 14 de março | 19:30     |
| Nueva Chicago    | 1 – 1     | Ferro Carril Oeste      | Juan Pasquale                       | 15 de março | 15:05     |
| Guillermo Brown  | 0 – 0     | Atlanta                 | Raúl Conti                          | 15 de março | 17:05     |
| San Martín (SJ)  | 0 – 2     | Deportivo Morón         | Ingeniero Hilario Sánchez           | 15 de março | 17:45     |
| Belgrano         | 1 – 1     | Platense                | Gigante de Alberdi                  | 15 de março | 19:10     |
| Agropecuario     | 2 – 0     | Barracas Central        | Ofelia Rosenzuaig                   | 16 de março | 20:00     |

1. ↑  Partida suspensa por conta das condições climáticas. Originalmente marcado para às 18:00 (horário local) do dia 12 de outubro de 2019.
2. ↑  Suspenso aos 6 minutos do primeiro tempo, o placar marcava 0 a 0. A partida não foi retomada.

Fonte: AFA, Doble Amarilla, Promiedos, Mundo Deportivo.

## Grupo B

### Classificação
| Pos. | Equipes                | P  | J  | V  | E | D  | GP | GC | SG  |
| ---- | ---------------------- | -- | -- | -- | - | -- | -- | -- | --- |
| 1    | San Martín (T)         | 44 | 21 | 13 | 5 | 3  | 33 | 13 | 20  |
| 2    | Defensores de Belgrano | 41 | 21 | 11 | 8 | 2  | 25 | 13 | 12  |
| 3    | Sarmiento (J)          | 34 | 20 | 9  | 7 | 4  | 31 | 21 | 10  |
| 4    | Deportivo Riestra      | 33 | 21 | 8  | 9 | 4  | 15 | 14 | 1   |
| 5    | Tigre                  | 28 | 20 | 8  | 4 | 8  | 24 | 21 | 3   |
| 6    | Atlético de Rafaela    | 28 | 21 | 7  | 7 | 7  | 27 | 30 | –3  |
| 7    | Gimnasia y Esgrima (M) | 27 | 20 | 7  | 6 | 7  | 20 | 20 | 0   |
| 8    | Villa Dálmine          | 26 | 21 | 7  | 5 | 9  | 19 | 18 | 1   |
| 9    | Instituto              | 25 | 21 | 6  | 7 | 8  | 26 | 24 | 2   |
| 10   | Brown (Adrogué)        | 24 | 21 | 5  | 9 | 7  | 18 | 22 | –4  |
| 11   | Quilmes                | 24 | 21 | 5  | 9 | 7  | 19 | 24 | –5  |
| 12   | Chacarita Juniors      | 24 | 21 | 6  | 6 | 9  | 15 | 26 | –11 |
| 13   | Almagro                | 23 | 21 | 5  | 8 | 8  | 13 | 20 | –7  |
| 14   | All Boys               | 22 | 21 | 5  | 7 | 9  | 17 | 23 | –6  |
| 15   | Ramón Santamarina      | 20 | 20 | 4  | 8 | 8  | 15 | 19 | –4  |
| 16   | Gimnasia y Esgrima (J) | 19 | 21 | 4  | 7 | 10 | 13 | 22 | –9  |

Fonte: AFA (em castelhano)

### Zona de classificação da Copa da Argentina
Os sete primeiros colocados do Grupo B ao final do primeiro turno garantiram vaga na fase final da edição de 2019–20 da Copa da Argentina:
| Pos. | Equipes                | P  | J  | V  | E | D | GP | GC | SG | Classificação                              |
| ---- | ---------------------- | -- | -- | -- | - | - | -- | -- | -- | ------------------------------------------ |
| 1    | San Martín (T)         | 34 | 15 | 10 | 4 | 1 | 27 | 9  | 18 | Fase final da Copa da Argentina de 2019–20 |
| 2    | Sarmiento (J)          | 30 | 15 | 8  | 6 | 1 | 28 | 15 | 13 | Fase final da Copa da Argentina de 2019–20 |
| 3    | Defensores de Belgrano | 26 | 15 | 6  | 8 | 1 | 17 | 10 | 7  | Fase final da Copa da Argentina de 2019–20 |
| 4    | Tigre                  | 22 | 15 | 6  | 4 | 5 | 17 | 13 | 4  | Fase final da Copa da Argentina de 2019–20 |
| 5    | Deportivo Riestra      | 22 | 15 | 5  | 7 | 3 | 10 | 12 | −2 | Fase final da Copa da Argentina de 2019–20 |
| 6    | Atlético de Rafaela    | 21 | 15 | 5  | 6 | 4 | 19 | 17 | 2  | Fase final da Copa da Argentina de 2019–20 |
| 7    | Instituto              | 20 | 15 | 5  | 5 | 5 | 20 | 18 | 2  | Fase final da Copa da Argentina de 2019–20 |

Fonte: AFA (em castelhano)

### Resultados
| Rodada 1               | Rodada 1 | Rodada 1               | Rodada 1                      | Rodada 1     | Rodada 1 |
| Mandante               | Placar   | Visitante              | Estádio                       | Data         | Hora     |
| ---------------------- | -------- | ---------------------- | ----------------------------- | ------------ | -------- |
| Chacarita Juniors      | 0 – 0    | All Boys               | Chacarita Juniors             | 15 de agosto | 21:10    |
| Brown de Adrogué       | 1 – 1    | Atlético de Rafaela    | Lorenzo Arandilla             | 17 de agosto | 12:00    |
| Sarmiento (J)          | 0 – 0    | Ramón Santamarina      | Eva Perón                     | 17 de agosto | 15:30    |
| Villa Dálmine          | 2 – 0    | Instituto              | El Coliseo de Mitre y Puccini | 17 de agosto | 15:30    |
| Almagro                | 0 – 1    | San Martín (T)         | Tres de Febrero               | 24 de agosto | 19:10    |
| Deportivo Riestra      | 2 – 1    | Gimnasia y Esgrima (J) | Guillermo Laza                | 18 de agosto | 15:30    |
| Gimnasia y Esgrima (M) | 0 – 0    | Defensores de Belgrano | Víctor Antonio Legrotaglie    | 18 de agosto | 16:00    |
| Tigre                  | 1 – 2    | Quilmes                | Monumental de Victoria        | 18 de agosto | 17:05    |

| Rodada 2               | Rodada 2 | Rodada 2               | Rodada 2                     | Rodada 2     | Rodada 2 |
| Mandante               | Placar   | Visitante              | Estádio                      | Data         | Hora     |
| ---------------------- | -------- | ---------------------- | ---------------------------- | ------------ | -------- |
| Instituto              | 2 – 3    | Sarmiento (J)          | Juan Domingo Perón           | 22 de agosto | 19:15    |
| Atlético de Rafaela    | 1 – 2    | Tigre                  | Nuevo Monumental             | 23 de agosto | 19:05    |
| Gimnasia y Esgrima (J) | 2 – 1    | Chacarita Juniors      | 23 de Agosto                 | 24 de agosto | 17:50    |
| Almagro                | 0 – 1    | Gimnasia y Esgrima (M) | Tres de Febrero              | 25 de agosto | 15:30    |
| All Boys               | 0 – 3    | Brown de Adrogué       | Islas Malvinas               | 25 de agosto | 15:30    |
| San Martín (T)         | 1 – 0    | Villa Dálmine          | La Ciudadela                 | 25 de agosto | 16:00    |
| Ramón Santamarina      | 0 – 1    | Deportivo Riestra      | Municipal General San Martín | 26 de agosto | 20:30    |
| Quilmes                | 1 – 0    | Defensores de Belgrano | Centenario                   | 26 de agosto | 21:00    |

| Rodada 3               | Rodada 3 | Rodada 3               | Rodada 3                      | Rodada 3      | Rodada 3 |
| Mandante               | Placar   | Visitante              | Estádio                       | Data          | Hora     |
| ---------------------- | -------- | ---------------------- | ----------------------------- | ------------- | -------- |
| Chacarita Juniors      | 0 – 3    | Ramón Santamarina      | Chacarita Juniors             | 31 de agosto  | 11:35    |
| Tigre                  | 2 – 0    | All Boys               | Monumental de Victoria        | 31 de agosto  | 13:05    |
| Defensores de Belgrano | 2 – 2    | Atlético de Rafaela    | Juan Pasquale                 | 31 de agosto  | 15:30    |
| Brown de Adrogué       | 0 – 1    | Gimnasia y Esgrima (J) | Lorenzo Arandilla             | 31 de agosto  | 15:30    |
| Sarmiento (J)          | 3 – 1    | San Martín (T)         | Eva Perón                     | 31 de agosto  | 15:30    |
| Villa Dálmine          | 1 – 1    | Almagro                | El Coliseo de Mitre y Puccini | 1 de setembro | 19:30    |
| Deportivo Riestra      | 0 – 0    | Instituto              | Guillermo Laza                | 2 de setembro | 15:30    |
| Gimnasia y Esgrima (M) | 0 – 0    | Quilmes                | Víctor Antonio Legrotaglie    | 2 de setembro | 21:05    |

| Rodada 4               | Rodada 4 | Rodada 4               | Rodada 4                      | Rodada 4      | Rodada 4 |
| Mandante               | Placar   | Visitante              | Estádio                       | Data          | Hora     |
| ---------------------- | -------- | ---------------------- | ----------------------------- | ------------- | -------- |
| All Boys               | 0 – 1    | Defensores de Belgrano | Islas Malvinas                | 7 de setembro | 13:05    |
| Almagro                | 0 – 0    | Sarmiento (J)          | Tres de Febrero               | 7 de setembro | 15:05    |
| Villa Dálmine          | 2 – 0    | Gimnasia y Esgrima (M) | El Coliseo de Mitre y Puccini | 7 de setembro | 15:30    |
| Instituto              | 1 – 0    | Chacarita Juniors      | Juan Domingo Perón            | 7 de setembro | 20:05    |
| San Martín (T)         | 2 – 0    | Deportivo Riestra      | La Ciudadela                  | 8 de setembro | 16:00    |
| Gimnasia y Esgrima (J) | 0 – 0    | Tigre                  | 23 de Agosto                  | 8 de setembro | 21:05    |
| Ramón Santamarina      | 2 – 1    | Brown de Adrogué       | Municipal General San Martín  | 9 de setembro | 20:30    |
| Atlético de Rafaela    | 0 – 0    | Quilmes                | Nuevo Monumental              | 9 de setembro | 21:05    |

| Rodada 5               | Rodada 5 | Rodada 5               | Rodada 5                   | Rodada 5       | Rodada 5 |
| Mandante               | Placar   | Visitante              | Estádio                    | Data           | Hora     |
| ---------------------- | -------- | ---------------------- | -------------------------- | -------------- | -------- |
| Defensores de Belgrano | 3 – 2    | Gimnasia y Esgrima (J) | Juan Pasquale              | 14 de setembro | 15:30    |
| Sarmiento (J)          | 1 – 0    | Villa Dálmine          | Eva Perón                  | 14 de setembro | 15:30    |
| Brown de Adrogué       | 0 – 3    | Instituto              | Lorenzo Arandilla          | 14 de setembro | 15:30    |
| Quilmes                | 3 – 1    | All Boys               | Centenario                 | 14 de setembro | 21:00    |
| Gimnasia y Esgrima (M) | 1 – 2    | Atlético de Rafaela    | Víctor Antonio Legrotaglie | 15 de setembro | 16:00    |
| Deportivo Riestra      | 1 – 0    | Almagro                | Guillermo Laza             | 16 de setembro | 15:30    |
| Tigre                  | 1 – 1    | Ramón Santamarina      | Monumental de Victoria     | 16 de setembro | 21:10    |
| Chacarita Juniors      | 2 – 2    | San Martín (T)         | Chacarita Juniors          | 17 de setembro | 21:10    |

| Rodada 6               | Rodada 6 | Rodada 6               | Rodada 6                      | Rodada 6       | Rodada 6 |
| Mandante               | Placar   | Visitante              | Estádio                       | Data           | Hora     |
| ---------------------- | -------- | ---------------------- | ----------------------------- | -------------- | -------- |
| Gimnasia y Esgrima (J) | 0 – 0    | Quilmes                | 23 de Agosto                  | 19 de setembro | 21:10    |
| All Boys               | 2 – 1    | Atlético de Rafaela    | Islas Malvinas                | 21 de setembro | 15:30    |
| Almagro                | 0 – 0    | Chacarita Juniors      | Tres de Febrero               | 21 de setembro | 15:30    |
| Villa Dálmine          | 3 – 0    | Deportivo Riestra      | El Coliseo de Mitre y Puccini | 21 de setembro | 15:30    |
| San Martín (T)         | 2 – 0    | Brown de Adrogué       | La Ciudadela                  | 22 de setembro | 16:00    |
| Sarmiento (J)          | 4 – 1    | Gimnasia y Esgrima (M) | Eva Perón                     | 23 de setembro | 20:15    |
| Ramón Santamarina      | 1 – 2    | Defensores de Belgrano | Municipal General San Martín  | 23 de setembro | 20:30    |
| Instituto              | 3 – 0    | Tigre                  | Juan Domingo Perón            | 24 de setembro | 21:10    |

| Rodada 7               | Rodada 7 | Rodada 7               | Rodada 7                   | Rodada 7       | Rodada 7 |
| Mandante               | Placar   | Visitante              | Estádio                    | Data           | Hora     |
| ---------------------- | -------- | ---------------------- | -------------------------- | -------------- | -------- |
| Atlético de Rafaela    | 2 – 0    | Gimnasia y Esgrima (J) | Nuevo Monumental           | 27 de setembro | 21:00    |
| Chacarita Juniors      | 1 – 0    | Villa Dálmine          | Chacarita Juniors          | 28 de setembro | 12:00    |
| Defensores de Belgrano | 1 – 1    | Instituto              | Juan Pasquale              | 28 de setembro | 15:30    |
| Quilmes                | 0 – 0    | Ramón Santamarina      | Centenario                 | 28 de setembro | 18:15    |
| Deportivo Riestra      | 2 – 2    | Sarmiento (J)          | Guillermo Laza             | 29 de setembro | 15:30    |
| Brown de Adrogué       | 1 – 1    | Almagro                | Lorenzo Arandilla          | 30 de setembro | 15:30    |
| Tigre                  | 0 – 1    | San Martín (T)         | Monumental de Victoria     | 30 de setembro | 18:10    |
| Gimnasia y Esgrima (M) | 0 – 0    | All Boys               | Víctor Antonio Legrotaglie | 30 de setembro | 21:00    |

| Rodada 8               | Rodada 8 | Rodada 8               | Rodada 8                      | Rodada 8      | Rodada 8 |
| Mandante               | Placar   | Visitante              | Estádio                       | Data          | Hora     |
| ---------------------- | -------- | ---------------------- | ----------------------------- | ------------- | -------- |
| Instituto              | 1 – 1    | Quilmes                | Juan Domingo Perón            | 3 de outubro  | 21:10    |
| Villa Dálmine          | 1 – 2    | Brown de Adrogué       | El Coliseo de Mitre y Puccini | 5 de outubro  | 15:30    |
| Sarmiento (J)          | 5 – 1    | Chacarita Juniors      | Eva Perón                     | 5 de outubro  | 21:10    |
| San Martín (T)         | 0 – 0    | Defensores de Belgrano | La Ciudadela                  | 6 de outubro  | 15:30    |
| Gimnasia y Esgrima (J) | 0 – 0    | All Boys               | 23 de Agosto                  | 6 de outubro  | 17:00    |
| Deportivo Riestra      | 0 – 0    | Gimnasia y Esgrima (M) | Guillermo Laza                | 7 de outubro  | 15:30    |
| Ramón Santamarina      | 1 – 1    | Atlético de Rafaela    | Municipal General San Martín  | 7 de outubro  | 20:30    |
| Almagro                | 0 – 3    | Tigre                  | Tres de Febrero               | 7 de dezembro | 19:10    |

| Rodada 9               | Rodada 9 | Rodada 9               | Rodada 9                   | Rodada 9      | Rodada 9 |
| Mandante               | Placar   | Visitante              | Estádio                    | Data          | Hora     |
| ---------------------- | -------- | ---------------------- | -------------------------- | ------------- | -------- |
| All Boys               | 1 – 1    | Ramón Santamarina      | Islas Malvinas             | 13 de outubro | 15:30    |
| Brown de Adrogué       | 1 – 1    | Sarmiento (J)          | Lorenzo Arandilla          | 13 de outubro | 15:30    |
| Gimnasia y Esgrima (M) | 2 – 0    | Gimnasia y Esgrima (J) | Víctor Antonio Legrotaglie | 13 de outubro | 17:00    |
| Atlético de Rafaela    | 3 – 2    | Instituto              | Nuevo Monumental           | 14 de outubro | 20:00    |
| Quilmes                | 1 – 4    | San Martín (T)         | Centenario                 | 14 de outubro | 21:10    |
| Defensores de Belgrano | 1 – 1    | Almagro                | Juan Pasquale              | 15 de outubro | 15:30    |
| Tigre                  | 1 – 0    | Villa Dálmine          | Monumental de Victoria     | 15 de outubro | 19:10    |
| Chacarita Juniors      | 1 – 1    | Deportivo Riestra      | Chacarita Juniors          | 15 de outubro | 20:00    |

| Rodada 10         | Rodada 10 | Rodada 10              | Rodada 10                     | Rodada 10     | Rodada 10 |
| Mandante          | Placar    | Visitante              | Estádio                       | Data          | Hora      |
| ----------------- | --------- | ---------------------- | ----------------------------- | ------------- | --------- |
| San Martín (T)    | 3 – 0     | Atlético de Rafaela    | La Ciudadela                  | 20 de outubro | 17:00     |
| Almagro           | 2 – 1     | Quilmes                | Tres de Febrero               | 20 de outubro | 18:00     |
| Instituto         | 1 – 1     | All Boys               | Juan Domingo Perón            | 20 de outubro | 18:00     |
| Villa Dálmine     | 0 – 0     | Defensores de Belgrano | El Coliseo de Mitre y Puccini | 20 de outubro | 19:00     |
| Sarmiento (J)     | 1 – 1     | Tigre                  | Eva Perón                     | 20 de outubro | 20:00     |
| Deportivo Riestra | 1 – 0     | Brown de Adrogué       | Guillermo Laza                | 21 de outubro | 15:30     |
| Chacarita Juniors | 1 – 0     | Gimnasia y Esgrima (M) | Chacarita Juniors             | 21 de outubro | 20:00     |
| Ramón Santamarina | 0 – 0     | Gimnasia y Esgrima (J) | Municipal General San Martín  | 21 de outubro | 20:30     |

| Rodada 11              | Rodada 11 | Rodada 11         | Rodada 11                  | Rodada 11             | Rodada 11 |
| Mandante               | Placar    | Visitante         | Estádio                    | Data                  | Hora      |
| ---------------------- | --------- | ----------------- | -------------------------- | --------------------- | --------- |
| Atlético de Rafaela    | 3 – 1     | Almagro           | Nuevo Monumental           | 1 de novembro de 2019 | 21:00     |
| All Boys               | 1 – 1     | San Martín (T)    | Islas Malvinas             | 2 de novembro de 2019 | 14:15     |
| Quilmes                | 1 – 2     | Villa Dálmine     | Centenario                 | 2 de novembro de 2019 | 15:30     |
| Brown de Adrogué       | 0 – 1     | Chacarita Juniors | Lorenzo Arandilla          | 2 de novembro de 2019 | 15:30     |
| Gimnasia y Esgrima (M) | 1 – 0     | Ramón Santamarina | Víctor Antonio Legrotaglie | 2 de novembro de 2019 | 17:00     |
| Defensores de Belgrano | 3 – 0     | Sarmiento (J)     | Juan Pasquale              | 3 de novembro de 2019 | 15:10     |
| Gimnasia y Esgrima (J) | 3 – 0     | Instituto         | 23 de Agosto               | 3 de novembro de 2019 | 17:00     |
| Tigre                  | 0 – 0     | Deportivo Riestra | Monumental de Victoria     | 5 de novembro de 2019 | 21:10     |

| Rodada 12         | Rodada 12 | Rodada 12              | Rodada 12                     | Rodada 12              | Rodada 12 |
| Mandante          | Placar    | Visitante              | Estádio                       | Data                   | Hora      |
| ----------------- | --------- | ---------------------- | ----------------------------- | ---------------------- | --------- |
| Sarmiento (J)     | 3 – 1     | Quilmes                | Eva Perón                     | 8 de novembro de 2019  | 21:10     |
| Villa Dálmine     | 0 – 0     | Atlético de Rafaela    | El Coliseo de Mitre y Puccini | 9 de novembro de 2019  | 15:30     |
| Almagro           | 1 – 0     | All Boys               | Tres de Febrero               | 9 de novembro de 2019  | 15:30     |
| Instituto         | 2 – 0     | Ramón Santamarina      | Juan Domingo Perón            | 9 de novembro de 2019  | 19:00     |
| Brown de Adrogué  | 1 – 1     | Gimnasia y Esgrima (M) | Lorenzo Arandilla             | 10 de novembro de 2019 | 15:30     |
| San Martín (T)    | 2 – 0     | Gimnasia y Esgrima (J) | La Ciudadela                  | 10 de novembro de 2019 | 18:00     |
| Deportivo Riestra | 0 – 0     | Defensores de Belgrano | Guillermo Laza                | 11 de novembro de 2019 | 15:30     |
| Chacarita Juniors | 0 – 3     | Tigre                  | Chacarita Juniors             | 11 de novembro de 2019 | 18:10     |

| Rodada 13              | Rodada 13 | Rodada 13         | Rodada 13                    | Rodada 13              | Rodada 13 |
| Mandante               | Placar    | Visitante         | Estádio                      | Data                   | Hora      |
| ---------------------- | --------- | ----------------- | ---------------------------- | ---------------------- | --------- |
| Gimnasia y Esgrima (J) | 0 – 0     | Almagro           | 23 de Agosto                 | 15 de novembro de 2019 | 21:30     |
| All Boys               | 0 – 1     | Villa Dálmine     | Islas Malvinas               | 16 de novembro de 2019 | 17:00     |
| Quilmes                | 1 – 1     | Deportivo Riestra | Centenario                   | 16 de novembro de 2019 | 17:00     |
| Defensores de Belgrano | 2 – 1     | Chacarita Juniors | Juan Pasquale                | 16 de novembro de 2019 | 17:10     |
| Atlético de Rafaela    | 1 – 1     | Sarmiento (J)     | Nuevo Monumental             | 16 de novembro de 2019 | 19:10     |
| Gimnasia y Esgrima (M) | 2 – 1     | Instituto         | Víctor Antonio Legrotaglie   | 17 de novembro de 2019 | 17:30     |
| Tigre                  | 1 – 2     | Brown de Adrogué  | Monumental de Victoria       | 17 de novembro de 2019 | 19:15     |
| Ramón Santamarina      | 1 – 3     | San Martín (T)    | Municipal General San Martín | 18 de novembro de 2019 | 20:30     |

| Rodada 14         | Rodada 14 | Rodada 14              | Rodada 14                     | Rodada 14              | Rodada 14 |
| Mandante          | Placar    | Visitante              | Estádio                       | Data                   | Hora      |
| ----------------- | --------- | ---------------------- | ----------------------------- | ---------------------- | --------- |
| Sarmiento (J)     | 1 – 0     | All Boys               | Eva Perón                     | 22 de novembro de 2019 | 21:00     |
| Brown de Adrogué  | 0 – 0     | Defensores de Belgrano | Lorenzo Arandilla             | 23 de novembro de 2019 | 17:00     |
| Deportivo Riestra | 1 – 0     | Atlético de Rafaela    | Guillermo Laza                | 23 de novembro de 2019 | 17:00     |
| Almagro           | 1 – 0     | Ramón Santamarina      | Tres de Febrero               | 23 de novembro de 2019 | 17:00     |
| Villa Dálmine     | 0 – 1     | Gimnasia y Esgrima (J) | El Coliseo de Mitre y Puccini | 24 de novembro de 2019 | 17:00     |
| San Martín (T)    | 1 – 1     | Instituto              | La Ciudadela                  | 24 de novembro de 2019 | 18:00     |
| Tigre             | 1 – 0     | Gimnasia y Esgrima (M) | Monumental de Victoria        | 25 de novembro de 2019 | 21:10     |
| Chacarita Juniors | 1 – 0     | Quilmes                | Chacarita Juniors             | 26 de novembro de 2019 | 21:10     |

| Rodada 15              | Rodada 15 | Rodada 15         | Rodada 15                    | Rodada 15              | Rodada 15 |
| Mandante               | Placar    | Visitante         | Estádio                      | Data                   | Hora      |
| ---------------------- | --------- | ----------------- | ---------------------------- | ---------------------- | --------- |
| Gimnasia y Esgrima (J) | 1 – 3     | Sarmiento (J)     | 23 de Agosto                 | 29 de novembro de 2019 | 21:10     |
| All Boys               | 2 – 0     | Deportivo Riestra | Islas Malvinas               | 30 de novembro de 2019 | 17:00     |
| Instituto              | 2 – 1     | Almagro           | Juan Domingo Perón           | 1 de dezembro de 2019  | 18:00     |
| Defensores de Belgrano | 2 – 1     | Tigre             | Juan Pasquale                | 1 de dezembro de 2019  | 19:10     |
| Ramón Santamarina      | 2 – 1     | Villa Dálmine     | Municipal General San Martín | 2 de dezembro de 2019  | 20:30     |
| Atlético de Rafaela    | 2 – 0     | Chacarita Juniors | Nuevo Monumental             | 2 de dezembro de 2019  | 21:00     |
| Quilmes                | 1 – 1     | Brown de Adrogué  | Centenario                   | 2 de dezembro de 2019  | 21:00     |
| Gimnasia y Esgrima (M) | 0 – 3     | San Martín (T)    | Víctor Antonio Legrotaglie   | 2 de dezembro de 2019  | 21:30     |

| Rodada 16              | Rodada 16 | Rodada 16              | Rodada 16                    | Rodada 16       | Rodada 16 |
| Mandante               | Placar    | Visitante              | Estádio                      | Data            | Hora      |
| ---------------------- | --------- | ---------------------- | ---------------------------- | --------------- | --------- |
| Quilmes                | 2 - 1     | Tigre                  | Centenario                   | 7 de fevereiro  | 19:00     |
| Atlético de Rafaela    | 2 - 0     | Brown de Adrogué       | Nuevo Monumental             | 7 de fevereiro  | 21:00     |
| Gimnasia y Esgrima (J) | 0 - 1     | Deportivo Riestra      | 23 de Agosto                 | 7 de fevereiro  | 21:30     |
| Defensores de Belgrano | 1 - 0     | Gimnasia y Esgrima (M) | Juan Pasquale                | 8 de fevereiro  | 17:00     |
| All Boys               | 1 - 1     | Chacarita Juniors      | Islas Malvinas               | 8 de fevereiro  | 17:05     |
| San Martín (T)         | 1 - 1     | Almagro                | La Ciudadela                 | 9 de fevereiro  | 18:00     |
| Instituto              | 1 - 2     | Villa Dálmine          | Juan Domingo Perón           | 9 de fevereiro  | 19:00     |
| Ramón Santamarina      | 1 - 1     | Sarmiento (J)          | Municipal General San Martín | 10 de fevereiro | 20:30     |

| Rodada 17              | Rodada 17 | Rodada 17              | Rodada 17                     | Rodada 17       | Rodada 17 |
| Mandante               | Placar    | Visitante              | Estádio                       | Data            | Hora      |
| ---------------------- | --------- | ---------------------- | ----------------------------- | --------------- | --------- |
| Deportivo Riestra      | 1 - 0     | Ramón Santamarina      | Guillermo Laza                | 15 de fevereiro | 17:00     |
| Chacarita Juniors      | 0 - 0     | Gimnasia y Esgrima (J) | Chacarita Juniors             | 15 de fevereiro | 17:00     |
| Brown de Adrogué       | 2 - 1     | All Boys               | Lorenzo Arandilla             | 15 de fevereiro | 17:00     |
| Defensores de Belgrano | 2 - 0     | Quilmes                | Juan Pasquale                 | 15 de fevereiro | 18:35     |
| Tigre                  | 2 - 0     | Atlético de Rafaela    | Monumental de Victoria        | 15 de fevereiro | 20:35     |
| Villa Dálmine          | 1 - 2     | San Martín (T)         | El Coliseo de Mitre y Puccini | 16 de fevereiro | 17:00     |
| Gimnasia y Esgrima (M) | 1 - 0     | Almagro                | Víctor Antonio Legrotaglie    | 16 de fevereiro | 17:30     |
| Sarmiento (J)          | 2 - 1     | Instituto              | Eva Perón                     | 16 de fevereiro | 19:30     |

| Rodada 18              | Rodada 18 | Rodada 18              | Rodada 18                    | Rodada 18       | Rodada 18 |
| Mandante               | Placar    | Visitante              | Estádio                      | Data            | Hora      |
| ---------------------- | --------- | ---------------------- | ---------------------------- | --------------- | --------- |
| Atlético de Rafaela    | 1 - 3     | Defensores de Belgrano | Nuevo Monumental             | 21 de fevereiro | 20:00     |
| Gimnasia y Esgrima (J) | 1 - 1     | Brown de Adrogué       | 23 de Agosto                 | 21 de fevereiro | 21:30     |
| Instituto              | 0 - 0     | Deportivo Riestra      | Juan Domingo Perón           | 22 de fevereiro | 19:00     |
| All Boys               | 2 - 1     | Tigre                  | Islas Malvinas               | 22 de fevereiro | 19:35     |
| Almagro                | 0 - 0     | Villa Dálmine          | Tres de Febrero              | 23 de fevereiro | 17:00     |
| Quilmes                | 2 - 2     | Gimnasia y Esgrima (M) | Centenario                   | 23 de fevereiro | 18:30     |
| Ramón Santamarina      | 2 - 1     | Chacarita Juniors      | Municipal General San Martín | 24 de fevereiro | 20:30     |
| San Martín (T)         | 2 - 0     | Sarmiento (J)          | La Ciudadela                 | 24 de fevereiro | 21:50     |

| Rodada 19              | Rodada 19 | Rodada 19              | Rodada 19                  | Rodada 19       | Rodada 19 |
| Mandante               | Placar    | Visitante              | Estádio                    | Data            | Hora      |
| ---------------------- | --------- | ---------------------- | -------------------------- | --------------- | --------- |
| Defensores de Belgrano | 0 - 2     | All Boys               | Juan Pasquale              | 28 de fevereiro | 17:05     |
| Tigre                  | 3 - 1     | Gimnasia y Esgrima (J) | Monumental de Victoria     | 28 de fevereiro | 19:30     |
| Brown de Adrogué       | 0 - 0     | Ramón Santamarina      | Lorenzo Arandilla          | 29 de fevereiro | 17:00     |
| Gimnasia y Esgrima (M) | 3 - 1     | Villa Dálmine          | Víctor Antonio Legrotaglie | 1 de março      | 17:30     |
| Deportivo Riestra      | 0 - 1     | San Martín (T)         | Guillermo Laza             | 2 de março      | 17:00     |
| Quilmes                | 1 - 1     | Atlético de Rafaela    | Centenario                 | 2 de março      | 20:00     |
| Sarmiento (J)          | 0 - 1     | Almagro                | Eva Perón                  | 2 de março      | 21:10     |
| Chacarita Juniors      | 1 - 0     | Instituto              | Chacarita Juniors          | 3 de março      | 19:10     |

| Rodada 20              | Rodada 20 | Rodada 20              | Rodada 20                     | Rodada 20  | Rodada 20  |
| Mandante               | Placar    | Visitante              | Estádio                       | Data       | Hora       |
| ---------------------- | --------- | ---------------------- | ----------------------------- | ---------- | ---------- |
| Gimnasia y Esgrima (J) | 0 - 1     | Defensores de Belgrano | 23 de Agosto                  | 6 de março | 21:30      |
| Villa Dálmine          | 1 - 0     | Sarmiento (J)          | El Coliseo de Mitre y Puccini | 7 de março | 19:00      |
| Atlético de Rafaela    | 1 - 5     | Gimnasia y Esgrima (M) | Nuevo Monumental              | 7 de março | 19:00      |
| Almagro                | 0 - 2     | Deportivo Riestra      | Tres de Febrero               | 8 de março | 17:00      |
| All Boys               | 1 - 0     | Quilmes                | Islas Malvinas                | 8 de março | 17:00      |
| Instituto              | 1 - 1     | Brown de Adrogué       | Juan Domingo Perón            | 8 de março | 19:00      |
| San Martín (T)         | 0 - 1     | Chacarita Juniors      | La Ciudadela                  | 8 de março | 19:15      |
| Ramón Santamarina      | -         | Tigre                  | Municipal General San Martín  | Postergado | Postergado |

| Rodada 21              | Rodada 21 | Rodada 21              | Rodada 21                  | Rodada 21   | Rodada 21 |
| Mandante               | Placar    | Visitante              | Estádio                    | Data        | Hora      |
| ---------------------- | --------- | ---------------------- | -------------------------- | ----------- | --------- |
| Defensores de Belgrano | 1 - 0     | Ramón Santamarina      | Juan Pasquale              | 13 de março | 20:10     |
| Atlético de Rafaela    | 3 - 2     | All Boys               | Nuevo Monumental           | 13 de março | 21:00     |
| Brown de Adrogué       | 1 - 0     | San Martín (T)         | Lorenzo Arandilla          | 15 de março | 14:10     |
| Quilmes                | 1 - 0     | Gimnasia y Esgrima (J) | Centenario                 | 15 de março | 16:30     |
| Tigre                  | 0 - 3     | Instituto              | Monumental de Victoria     | 15 de março | 17:05     |
| Deportivo Riestra      | 1 - 1     | Villa Dálmine          | Guillermo Laza             | 16 de março | 16:00     |
| Chacarita Juniors      | 1 - 2     | Almagro                | Chacarita Juniors          | 16 de março | 21:10     |
| Gimnasia y Esgrima (M) | -         | Sarmiento (J)          | Víctor Antonio Legrotaglie | 17 de março | 17:45     |

1. ↑  Partida suspensa por conta de dificuldades no traslado da equipe visitante. Originalmente marcado para às 13:00 (horário local) do dia 18 de agosto de 2019.[48]
2. ↑  Jogo originalmente marcado para às 19:10 (horário local) do dia 24 de outubro de 2019, mas foi adiado por conta da participação do Almagro na Copa da Argentina de Futebol de 2018–19.[49]
3. ↑  Jogo do Tigre vs. Villa Dálmine estava originalmente marcado para às 16:40 (horário local) do dia 12 de outubro de 2019, mas foi adiado por conta das condições climáticas.
4. ↑  Suspenso por dificuldades na locomoção da equipe visitante. Foi disputado no dia 9 de fevereiro, a partir das 17h00.
5. ↑  Adiado devido à participação do Tigre na Taça Libertadores de 2020. Não foi retomado.
6. ↑  Suspenso devido à pandemia de COVID-19. Não foi retomado.

Fonte: AFA, Doble Amarilla, Promiedos, Mundo Deportivo.

## Estatísticas

### Artilharia
| Pos. | Jogador       | Time                  | Gols |
| ---- | ------------- | --------------------- | ---- |
| 1    | Pablo Magnín  | Sarmiento de Junín    | 15   |
| 2    | Pablo Vegetti | Belgrano              | 14   |
| 3    | Luciano Pons  | San Martín de Tucumán | 12   |
| 4    | Germán Rivero | Alvarado              | 11   |
| 5    | Luis López    | Atlanta               | 10   |

Fonte: AFA (em castelhano)